# Frederick Gustav Reuss
Frederick Gustav Reuss (geboren als Friedrich Gustav Reuß 5. Juli 1904 in Würzburg; gestorben 3. Dezember 1985 in Baltimore) war ein US-amerikanischer Ökonom.

## Leben
Friedrich Gustav Reuß war ein Sohn des Richters Joseph Reuß (1872–1944) und der Hedwig Mohr (1883–1944). Sein Vater wurde nach der Machtübergabe an die Nationalsozialisten 1933 aus dem Justizdienst entfernt, die Eltern wurden 1944 im Ghetto Theresienstadt Opfer des Holocaust.
Reuß studierte von 1922 bis 1929 Nationalökonomie und Jura an den Universitäten Würzburg, Kiel und München. Er wurde 1927 in München zum Dr. jur. promoviert und 1929 zum Dr. rer. pol. in Würzburg. Reuß arbeitete in Berlin als Ökonom zunächst im Reichsfinanzministerium und dann im Reichsverkehrsministerium. 1936 wechselte er unter dem antisemitischen Druck in die Privatwirtschaft zur Victoria-Lebensversicherung. Er war mit Mathilde Spiekermann und dann mit Katherine Bubel verheiratet, er hatte zwei Kinder. Reuß floh 1938 in die USA.
Frederick Gustav Reuss, wie er sich nun nannte, machte 1939 einen M.A. in Social Work an der Catholic University of America und war von 1939 bis 1941 Ökonomieprofessor am St. Francis College in Loretto (Pennsylvania) und danach an der Xavier University of Louisiana in New Orleans. Von 1943 bis 1946 arbeitete er in der Social Security Administration in Washington.
Reuss wurde 1946 Professor am Goucher College in Towson, Maryland und dort im Jahr 1952 Full Professor. Er wurde 1971 emeritiert. Er war Lecturer und Gastprofessor an der Johns Hopkins University und am Loyola College in Baltimore und 1965/66 Fulbright Fellow an der Bangalore University.
Reuss erforschte mittels Interviews und Befragungen in seinem 1963 erschienenen Werk Fiscal policy for growth without inflation: the German experiment die Wirkungsweise der Fiskalpolitik in der Bundesrepublik Deutschland. Er war Mitglied der American Economic Association.

## Schriften (Auswahl)
- (Mhrsg.): Money and Banking. A Collaborative Writing Group of Money and Banking Professors. Lehrbuch. New York, 1957
- Fiscal policy for growth without inflation: the German experiment. Baltimore, Md.: Johns Hopkins Press, 1963
- Sylke Bartmann, Ursula Blömer (Hrsg.): „Dunkel war ueber Deutschland, im Westen war ein letzter Widerschein von Licht“: autobiographische Erinnerungen. Nachwort Frederick Joseph Reuss. BIS Verlag, 2001